# 서울위례솔초등학교
서울위례솔초등학교(서울慰禮솔初等學校)는 대한민국 서울특별시 송파구에 있는 공립 초등학교이다.

## 연혁
- 2022년 3월 1일 : 서울위례솔초등학교 개교